# Eiterbach (Steinach)
Der Eiterbach ist ein Bach im hessischen und dann baden-württembergischen Odenwald, der nach etwa 9 km langem, insgesamt südlichem Lauf in Heiligkreuzsteinach im Rhein-Neckar-Kreis von links in die Steinach mündet.

## Geographie

### Verlauf
Der Eiterbach entsteht in einer Wiese am Südostrand des Dorfes Siedelsbrunn der Gemeinde Wald-Michelbach im hessischen Landkreis Bergstraße auf etwa 466 m ü. NHN. 
Er fließt auf seinem ersten guten Kilometer und bald von einer Galerie begleitet südostwärts, wobei er sich deutlich eintieft und bald von beiden Seiten Wald an den Berghängen bis hinunter an die nun enge Talaue herabreicht; der rechte, westliche Hang erhebt sich dabei bis zum Gipfel des 593,1 m ü. NHN hohen Hardbergs, eines der höchsten Berge des Odenwaldes. Auf der linken Seite steht im Nordosten der 550,6 m ü. NHN hohe Kattenberg. 
Am Zufluss eines ersten Baches vom Krötenbrunnen im Ostnordosten her wendet sich der Eiterbach auf nun lange südsüdwestlichen Lauf und durchfließt dann das  Naturschutzgebiet Eiterbachtal von Wald-Michelbach, das sich bis zur hessisch-baden-württembergischen Grenze erstreckt. Nachdem dabei zuletzt die Wälder beidseits bis ans Ufer herangerückt sind, quert er nach etwas über einem Drittel seines Weges, etwas östlich der Ortswüstung Lichtenklingen sowie nahe an zwei Bachzuflüssen an dieser vorbei und von gegenüber, die Landesgrenze nach Baden-Württemberg ins Gemeindegebiet von Heiligkreuzsteinach hinein.
Den wie bisher natürlich schlängelnden und nun sogar abschnittsweise mäandrierenden Bachlauf begleitet jenseits seiner lückenhaften Begleitgalerie wieder eine Wiesenaue. An den Unterhängen stehen beidseits verstreute Häuser des Heiligkreuzsteinacher Ortsteils Eiterbach. Nachdem er dessen größten Siedlungsteil passiert hat, wendet sich der Bach für seinen letzten starken Kilometer nach Südwesten. Zwischen neueren Siedlungszeilen des Dorfes hindurch erreicht er dann auf 243,4 m ü. NHN am östlichen Ortsrand seine Mündung von links in die Steinach.
Der Eiterbach mündet nach 9,0 km langem Lauf mit mittlerem Sohlgefälle von etwa 25 ‰ rund 223 Höhenmeter unterhalb seines Ursprungs am Siedelsbrunner Ortsrand.

### Einzugsgebiet
Der Eiterbach hat ein 14,1 km² großes, von Süd nach Nord langgestrecktes Einzugsgebiet, das mit seinen nördlichsten Anteilen naturräumlich im Unterraum Tromm-Odenwald des Vorderen Odenwaldes liegt, während der weit überwiegende südliche Anteil zum Unterraum Zentraler Sandstein-Odenwald des Buntsandstein-Odenwaldes gehört und ein kleiner Teil nahe der Mündung zum Eichelberg-Odenwald, der wiederum zum Vorderen Odenwald gehört.
Höchster Punkt ist der 593,1 m ü. NHN erreichende Gipfel des Hardbergs auf der westlichen Wasserscheide, hinter der die aufwärtige, zum Odenwald-Neckar fließende Steinach konkurriert. Im Nordwesten grenzt kurz Einzugsgebiet des Kallstädter Bachs an, der über die Weschnitz unterhalb des Neckars in den Rhein entwässert. Im Norden fließt der Spechtbach über den Michelbach oder Gaderner Bach zum Ulfenbach ab, dem langen rechten Oberlauf des Laxbachs, der oberhalb der Steinach in den Neckar einmündet. Im Osten konkurriert der Ulfenbach selbst, der dort nur kurze Zuflüsse von der Scheide her hat.
Das Gebiet ist überwiegend bewaldet, seine offenen Anteile in der Talmulde und in kurzen Seitenmulden werden meist als Grünland genutzt. Etwa ein Drittel des Einzugsgebietes im Norden gehört zur Gemeinde Wald-Michelbach, dessen überwiegend innerhalb liegendes Dorf Siedelsbrunn dort der einzige Siedlungsplatz ist; von der Wüstung Lichtenklingen steht noch ein Baurest der Kirche St. Maria in Lichtenklingen. Im die restlichen zwei Drittel umfassenden Gemeindegebiet von Heiligkreuzsteinach zieht sich die Besiedlung des Ortsteils Eiterbach lange und sehr lückenhaft dem Bachlauf entlang, zuletzt liegt auch ein kleiner Teil von Heiligkreuzsteinach selbst darin.

### Zuflüsse
Liste der Zuflüsse von der Quelle zur Mündung. Gewässerlänge, Einzugsgebiet und Höhe nach den entsprechenden Layern auf der Onlinekarte der LUBW. Andere Quellen für die Angaben sind vermerkt.
Auswahl. 
- (Bach vom Krötenbrunnen), von links und Ostnordosten auf etwa 380 m ü. NHN, über 0,4 km.[5]
- Klingenbach, von rechts und Nordosten auf etwa 338 m ü. NHN östlich von Lichtenklingen, 0,8 km.
- Ameisenbach, von links und Osten auf etwa 338 m ü. NHN fast gegenüber dem vorigen, 0,4 km.

## Natur und Schutzgebiete
Im hessischen Bereich fließt der Eiterbach durch das Naturschutzgebiet Eiterbachtal von Wald-Michelbach wie auch durch das FFH-Gebiet Eiterbach; beide Schutzgebiete überschneiden sich weitgehend. Auf gesamter Strecke verläuft der Eiterbach im Naturpark Bergstraße-Odenwald, der den ganzen Odenwald umfasst. Der baden-württembergische Einzugsgebietsanteil liegt, die Siedlungsflur ausgenommen, im Landschaftsschutzgebiet Odenwald und mitsamt diesem im Naturpark Neckartal-Odenwald.

## Mühlen
Bei der heutigen größten Siedlungsgruppe des Ortes Eiterbach betrieb der Eiterbach früher nach etwa zwei Dritteln seines Laufes eine Mühle.

## Tourismus
Ein Hauptwanderweg des Odenwaldklubs von Weinheim im Westen nach Mudau im Osten tritt an Lichtenfels vorbei ins Tal, folgt dem Bach etwas aufwärts und quert ihn dann. Zwei weitere Wanderwege laufen etwa auf der rechten und der linken Wasserscheide.

### LUBW
Amtliche Online-Gewässerkarte mit passendem Ausschnitt und den hier benutzten Layern: Lauf und Einzugsgebiet des Eiterbachs

Allgemeiner Einstieg ohne Voreinstellungen und Layer: Daten- und Kartendienst der Landesanstalt für Umwelt Baden-Württemberg (LUBW) (Hinweise)
1. ↑  Höhe nach grauer Beschriftung auf dem Hintergrundlayer Topographische Karte.
2. 1 2  Länge nach dem Layer Gewässernetz (AWGN).
3. 1 2  Einzugsgebiet nach dem Layer Basiseinzugsgebiet (AWGN).
4. ↑  Höhe nach dem Höhenlinienbild auf dem Hintergrundlayer Topographische Karte.
5. ↑  Schutzgebiete nach den einschlägigen Layern.

### Andere Belege
1. ↑  Höhe nach dem Höhenlinienbild auf LAGIS, Topographische Karten
2. ↑  Abfluss-BW - Daten und Karten
3. ↑  Otto Klausing: Geographische Landesaufnahme: Die naturräumlichen Einheiten auf Blatt 151 Darmstadt. Bundesanstalt für Landeskunde, Bad Godesberg 1967. → Online-Karte (PDF; 4,3 MB)
4. ↑  Josef Schmithüsen: Geographische Landesaufnahme: Die naturräumlichen Einheiten auf Blatt 161 Karlsruhe. Bundesanstalt für Landeskunde, Bad Godesberg 1952. → Online-Karte (PDF; 5,1 MB)
5. ↑  Länge abgemessen auf dem Layer WMS LGL-BW Topographische Freizeitkarte 1:25.000 von: Geoportal Baden-Württemberg (Hinweise)
6. ↑  TK 25 um 1900